# بلدية المقاطعات الإقليمية
يستخدم المصطلح بلدية المقاطعات الإقليمية أو بالإنجليزية اختصارًا RCM (باللغة الفرنسية: municipalité régionale de comté، MRC) في كيبيك للإشارة إلى أحد الكيانات السبعة والثمانين السياسية التي تشبه المقاطعات. وفي بعض الترجمات الإنجليزية القديمة، كان يطلق عليها اسم البلدية الإقليمية للمقاطعات.
وتعد بلديات المقاطعات الإقليمية عبارة عن نوع فائق للغاية من البلديات الإقليمية، وهي تقوم بدور البلدية المحلية في الأقاليم غير المنظمة في إطار الحدود الخاصة بها. وقد ظهر نظام بلديات المقاطعات الإقليمية بداية من عام 1979 لكي يحل محل المقاطعات التاريخية في كيبيك. وفي أغلب الحالات، تساوي منطقة بلدية المقاطعات الإقليمية تقسيم تعداد السكان، ومع ذلك، هناك بعض الاستثناءات القليلة.
وبعض البلديات المحلية خارج نطاق أي بلدية مقاطعات إقليمية (hors MRC). ويشتمل ذلك على بعض البلديات في التجمعات الحضرية بالإضافة إلى بعض الأراضي التابعة للسكان الأصليين، مثل المحميات الهندية التي تعد بمثابة جيوب في مناطق بلدية المقاطعات الإقليمية، لكنها لا تتبعها من الناحية القضائية. وعندما تكون التغطية الإقليمية الكاملة أمرًا مرغوبًا فيه، على سبيل المثال من أجل تعداد السكان، فإن جيوب المحميات الهندية تتم إضافتها من أجل خلق «بلدية مقاطعات إقليمية جغرافية»، ويتم اعتبار أن التجمعات الحضرية «مناطق تساوي بلدية المقاطعات الإقليمية».
للحصول على قائمة ببلديات المقاطعات الإقليمية والمناطق المساوية لها، يرجى الاطلاع على قائمة بلديات المقاطعات الإقليمية والمناطق المكافئة لها في كيبيك.

## بلديات المقاطعات الإقليمية ككيانات سياسية

### الإدارة والمسئوليات
يتكون مجلس بلديات المقاطعات الإقليمية من عمد البلديات المشاركة بالإضافة إلى المحافظ.
وغالبًا ما يتم انتخاب المحافظ من خلال المجلس بواسطة اقتراع سري. كما يمكن كذلك استخدام الاقتراع العام. وتكون مدة حكم المحافظ عامين عندما يتم انتخابه من خلال المجلس أو 4 سنوات عند انتخابه من خلال الاقتراع العام.
ويجب أن تقوم بلديات المقاطعات الإقليمية بالأمور التالية:
- إدارة استخدام الأراضي من خلال عمل مخططات لاستخدام الأراضي ومراجعتها كل خمس سنوات؛
- وضع خطة لإدارة المخلفات والوقاية من الحريق والحماية المدنية (الشرطة)؛
- تطبيق نظام استخدام الأراضي؛
- عمل وإدارة قواعد التخطيط العمراني في الأقاليم غير المنظمة؛
- الإشراف على عمل المجاري المائية في الإقليم التابع له بالشكل السليم، خصوصًا تلك المستخدمة للصرف الزراعي؛
- تجهيز تقييمات العقارات للبلديات المحلية؛
- بيع المباني حسب افتراض الضريبة العقارية؛
- تحديد وإنشاء وتمويل مركز تطوير محلي لدعم الأعمال الإقليمية.

## البلديات التي لا تنتمي إلى بلديات المقاطعات الإقليمية
لا تغطي بلديات المقاطعات الإقليمية، في تعريفها كوحدات سياسية، منطقة كيبيك بشكل كامل. وتقع البلديات المحلية في كيبيك (تعادل أقاليم السكان الأصليين)، والتي لا تنتمي إلى بلدية المقاطعات الإقليمية، في الفئات التالية:
- كل المحميات الهندية؛
- 14 مدينة وتجمعًا حضاريًا لا تنتمي إلى أي بلديات للمقاطعات الإقليمية لأنها هي ذاتها تمارس بعضًا أو كل السلطات التي تكون ممنوحة بشكل طبيعي لأولئك الموجودين في بلديات المقاطعات الإقليمية (تمارس المدينة أو التجمع في بعض الحالات بعضًا فقط من هذه السلطات لأن بعض سلطات بلديات المقاطعات الإقليمية يتم تفويضها إلى المجتمع الحضري)، أي بالتحديد:
  - التجمع الحضري في جزر ماجدالين، كيبيك
  - التجمع الحضري في كيبيك
  - مدينة ليفيس
  - مدينة شاوينيغان
  - مدينة تروا ريفيير
  - مدينة شيربروك
  - التجمع الحضري في لونغوي
  - مدينة لافال
  - التجمع الحضري في مونتريال
  - مدينة ميرابل
  - مدينة غاتينو
  - مدينة روين نوراندا
  - التجمع الحضري في لاتاك
  - مدينة ساغينيه
- كل البلديات في المناطق الإدارية بشمال كيبيك؛
- بلدية دائرة في نوتر دام ديس آنجيس.

## بلديات المقاطعات الإقليمية كوحدات جغرافية
لأغراض إحصائية المتعلقة بالمقاطعات، يستخدم معهد إحصاءات كيبيك النظام التالي بحيث يتم تقسيم منطقة كيبيك الكاملة إلى 104 وحدات يطلق عليها اسم municipalités régionales de comté géographiques (MRCG) «بلديات المقاطعات الإقليمية الجغرافية».
ويتم تضمين المحميات الهندية التي كان من الممكن أن تنتمي إلى بعض بلديات المقاطعات الإقليمية بالمعنى السياسي، إذا لم تكن تعتبر محميات هندية، في بلديات المقاطعات الإقليمية الجغرافية المطابقة لبلديات المقاطعات الإقليمية هذه. وهناك 86 بلدية من بلديات المقاطعات الإقليمية الجغرافية من هذا النوع، حيث توجد واحدة لكل بلدية من بلديات المقاطعات الإقليمية.
ويتم تجميع باقي المقاطعة في 18 «منطقة تعادل بلدية المقاطعات الإقليمية» (بالفرنسية: territoires équivalents à une MRC أو territoires équivalents، ويطلق عليها اختصارًا TÉ)، والتي تعتبر كذلك ضمن بلديات المقاطعات الإقليمية الجغرافية. ويتم ذلك بالشكل التالي.
- الـ 14 مدينة وتجمعًا حضاريًا التي لا تنتمي إلى بلدية المقاطعات الإقليمية (انظر أعلاه) كل منها تشكل مقاطعة تعادل بلدية مقاطعات إقليمية خاصة بها، باستثناء:

- المناطق التي تعادل بلدية المقاطعات الإقليمية في كيبيك تتكون من التجمعات الحضرية في كيبيك، وبلدية الدائرة في نوتردام ديس آنجيس ومحمية وينداك الهندية،
- المناطق التي تعادل بلدية مقاطعات إقليمية في لاتاك تتكون من التجمعات الحضرية في لاتاك بالإضافة إلى ثلاث بلديات هندية.

- يتم تقسيم المنطقة الإدارية في شمال كيبيك إلى ثلاث مناطق تعادل بلدية المقاطعات الإقليمية كما يلي:

- المناطق التي تعادل بلدية المقاطعات الإقليمية في كاتيفيك مضمنة في منطقة شمال كيبيك، وتتكون من تلك البلديات الموجودة في نطاق اختصاص حكومة كاتيفيك الإقليمية. تشتمل منطقة كاتيفيك على كل القرى الشمالية والأراضي المحجوزة في إنويت وقرية ناسكابي الوحيدة في المقاطعة واثنتين من المناطق غير المنظمة.
- المناطق التي تعادل بلدية المقاطعات الإقليمية في إيو إستشيه مضمنة في منطقة شمال كيبيك، وتتكون من تلك البلديات الموجودة في نطاق اختصاص سلطة كري الإقليمية. تشتمل منطقة إيو إستشيه التي تعادل بلدية المقاطعات الإقليمية على قرى كري والأراضي المحجوزة في كري والمستوطنة الهندية في |أوجي بوجومو، كيبيكأوجي بوجومو.
- المناطق التي تعادل بلدية المقاطعات الإقليمية في جاميسي هي ذلك الجزء من منطقة شمال كيبيك، والتي ليست موجودة في منطقة كاتيفيك، والتي تعادل بلدية المقاطعات الإقليمية أو منطقة إيو إستشيه التي تعادل بلدية المقاطعات الإقليمية. وهي تتكون من البلديات الخمسة غير التابعة للسكان الأصليين في منطقة شمال كيبيك.

## تقسيمات التعداد السكاني
يتم استخدام تقسيمات التعداد السكاني (CDs) لأغراض إحصائية من خلال إدارة الإحصاءات في كندا. وقد تم تقسيم كيبيك إلى 98 تقسيمًا من تقسيمات التعداد السكاني، ويتم تعيين رمز جغرافي فريد مكون من رقمين لكل منها. وفي أغلب الأحوال، تتكون تقسيمات التعداد السكاني من بلديات المقاطعات الإقليمية المفردة أو المناطق التي تعادل بلديات المقاطعات الإقليمية، تمامًا كما هو موضح أعلاه. والاستثناء الوحيدة في ذلك هي 5 تقسيمات للتعداد السكاني مقسمة إلى 11 بلدية من بلديات المقاطعات الإقليمية أو مناطق تعادل بلديات المقاطعات الإقليمية، كل منها يحتوي على اثنين أو ثلاثة. وللحصول على قائمة، يرجى الاطلاع على قائمة بلديات المقاطعات الإقليمية والمناطق المساوية في كيبيك#الاستخدام كتقسيمات تعداد سكانية.

## الرمز الجغرافي لكيبيك
يتم تعيين رمز جغرافي مكون من خمسة أرقام لكل البلديات المحلية ومناطق السكان الأصليين المساوية والمستوطنات الهندية والأقاليم غير المنظمة في كيبيك. ويشير أول رقمين إلى رمز تقسيم التعداد السكاني الذي توجد فيه المنطقة المحلية. للحصول على قائمة بكل البلديات الموجودة في كيبيك بالإضافة إلى حالتها القانونية ورمزها الجغرافي وتأريخ تأسيسها، يرجى الاطلاع على قائمة البلديات الرسمية في كيبيك، معهد إحصاءات كيبيك (ISQ). لاحظ أن معهد إحصاءات كيبيك يقوم بتضمين المستوطنات الهندية الست في القائمة، في حين أن دليل البلدية نسخة محفوظة 9 يناير 2009 على موقع واي باك مشين. في وزارة الشئون البلدية والإقليمية لا يقوم بسردها على أنها منفصلة عن البلديات القانونية أو المناطق غير المنظمة التي توجد بها. ويشتمل كلا المصدرين على كل الأنواع الأخرى لمجتمعات السكان الأصليين.